# Acacia hilliana
Acacia hilliana é uma espécie de leguminosa do gênero Acacia, pertencente à família Fabaceae.